# Palombaggia
Palombaggia est un lieu-dit situé sur la commune de Porto-Vecchio en Corse-du-Sud entre les hameaux de Picovaggia et de Bocca dell'Oro. Ses plages de sable blanc encadrées de rochers rouges, bordées de pins parasols, face aux îles Cerbicale, passent pour être parmi les plus belles de Corse.

## Histoire et description
Toute la presqu'île formée par le Monte del Cerchio, dont Palombaggia forme la côte sud-est, est restée sauvage bien après que la malaria a été éradiquée de la région dans les années 1940. Comme partout en Corse, on raconte que c'était aux héritiers défavorisés qu'échouaient ces hectares en bord de mer quand les autres avaient de belles terres verdoyantes en montagne. Desservi par un étroit chemin vicinal, l'endroit n'était alors que le paradis des chasseurs (peut-être de palombes, seuls les étangs de "Palombajo" étaient indiqués sur les cartes de l'époque) et des premiers campeurs sauvages.
Tout a changé à partir des années 1970 avec l'arrivée de l'eau, de l'électricité et du téléphone. Les collines se sont progressivement couvertes de milliers de bungalows et de villas, ce développement touristique, plutôt haut de gamme, étant favorisé par la création, à 28 km, de l'aéroport de Figari. 
Avec ses moyens, le Conservatoire du littoral essaye de préserver le site.

## Vues

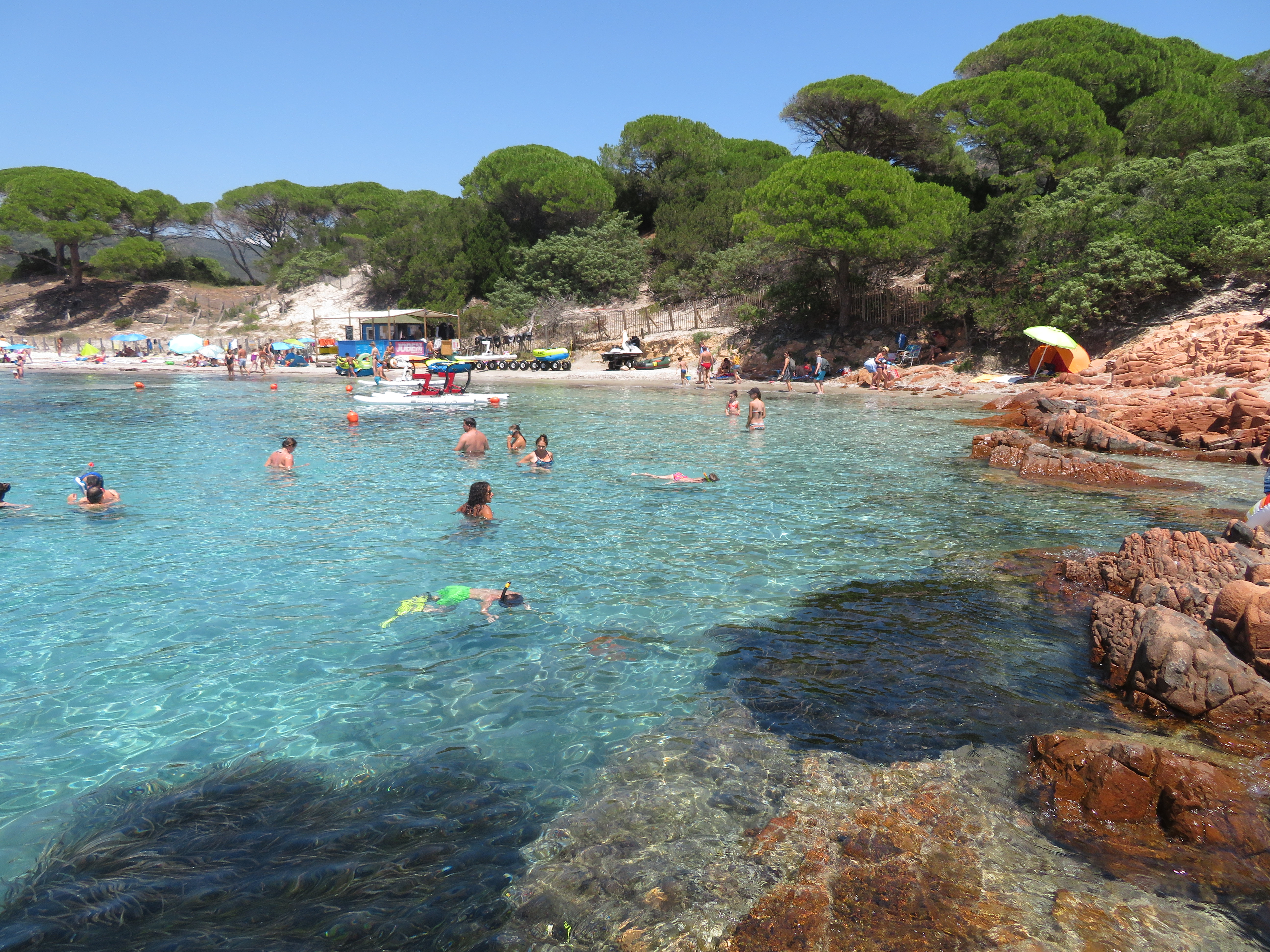
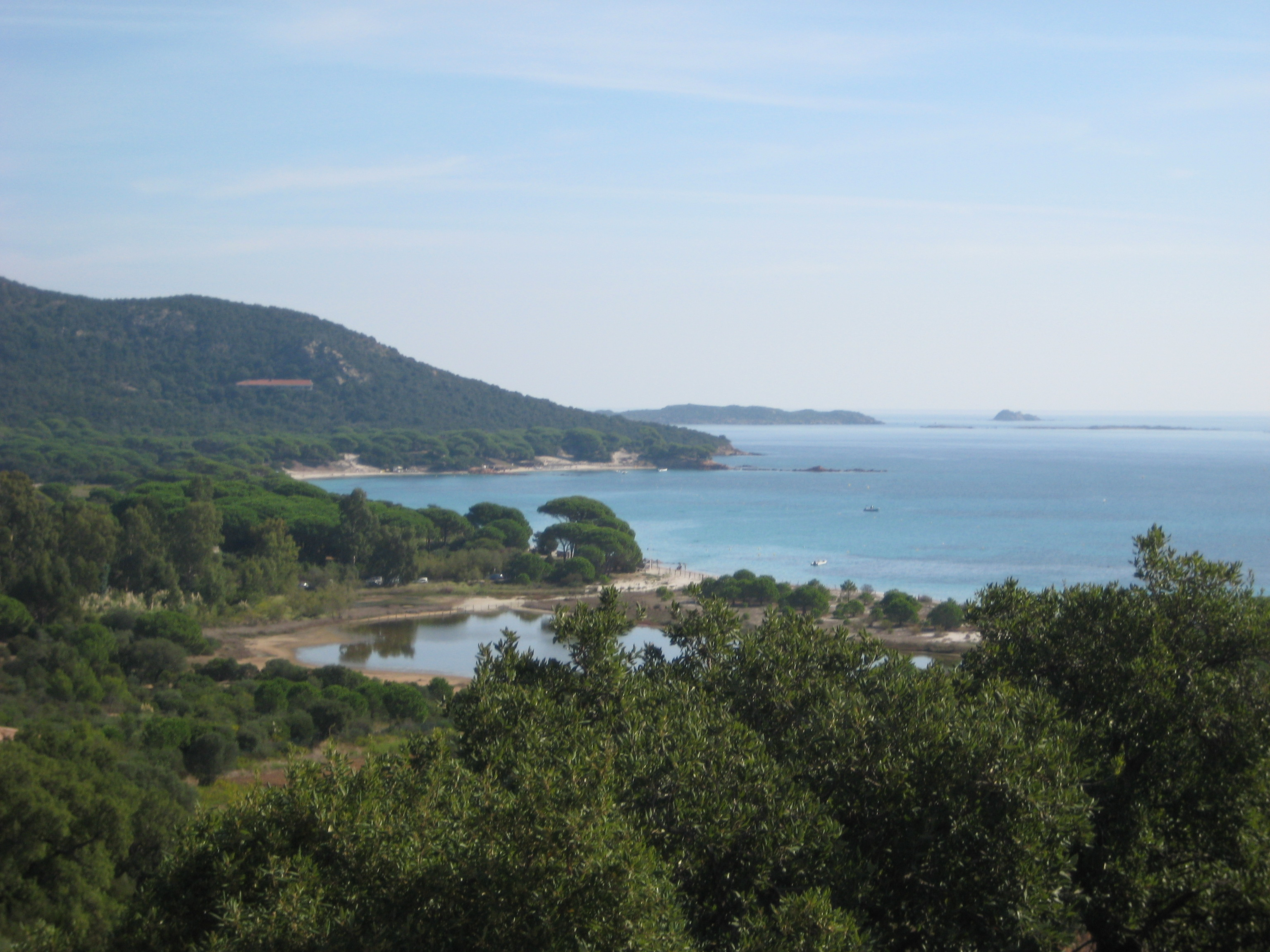
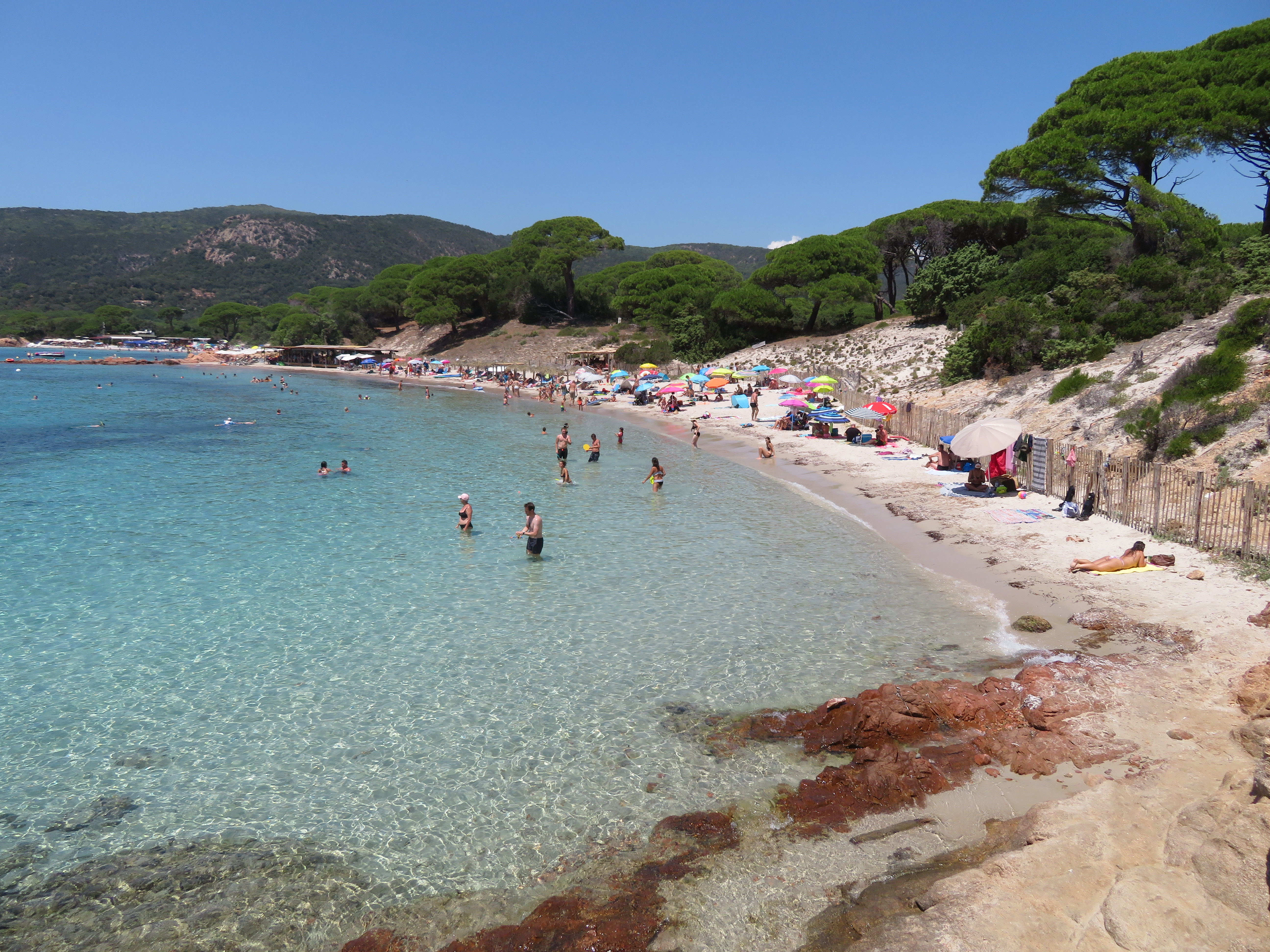
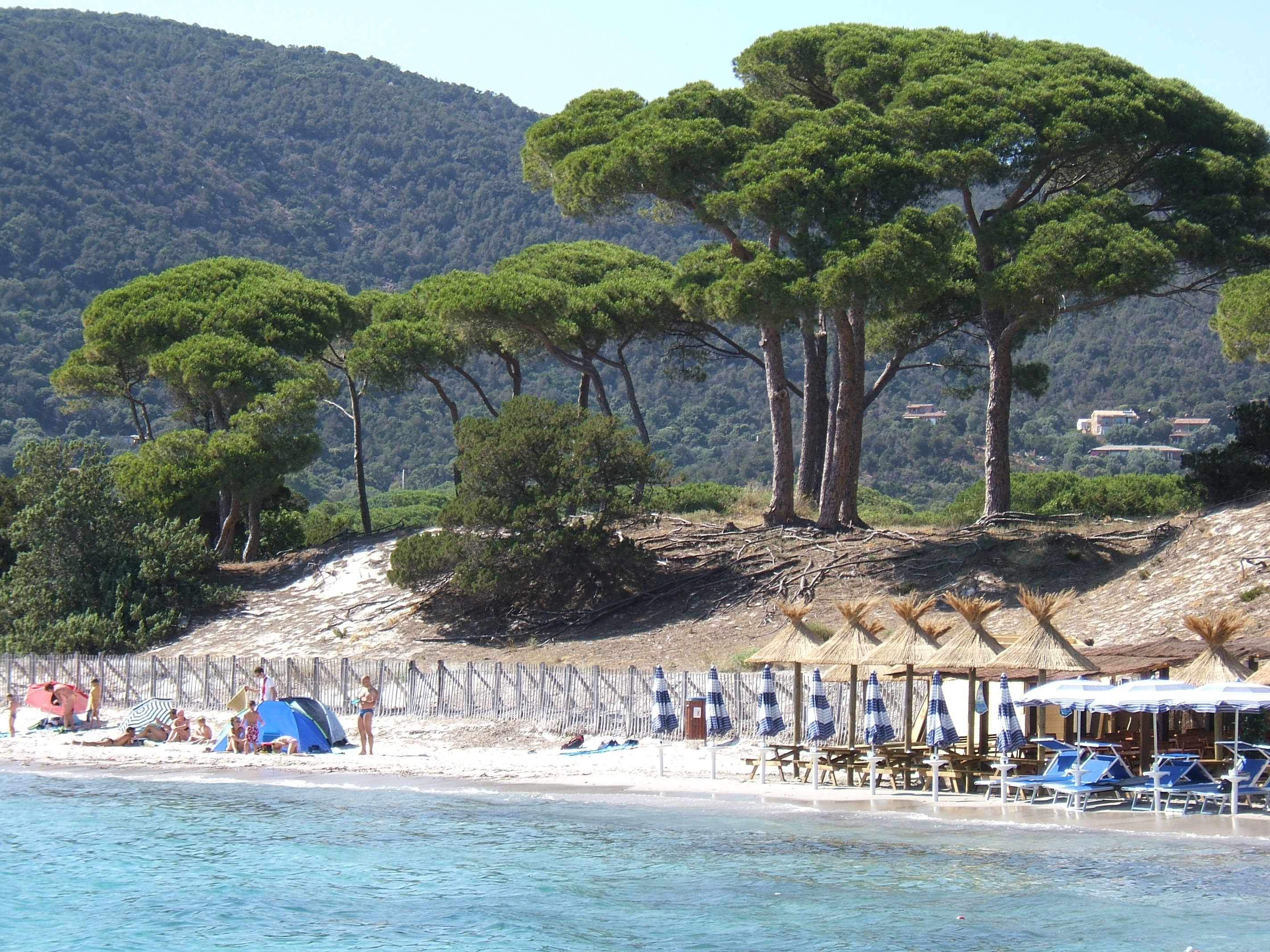
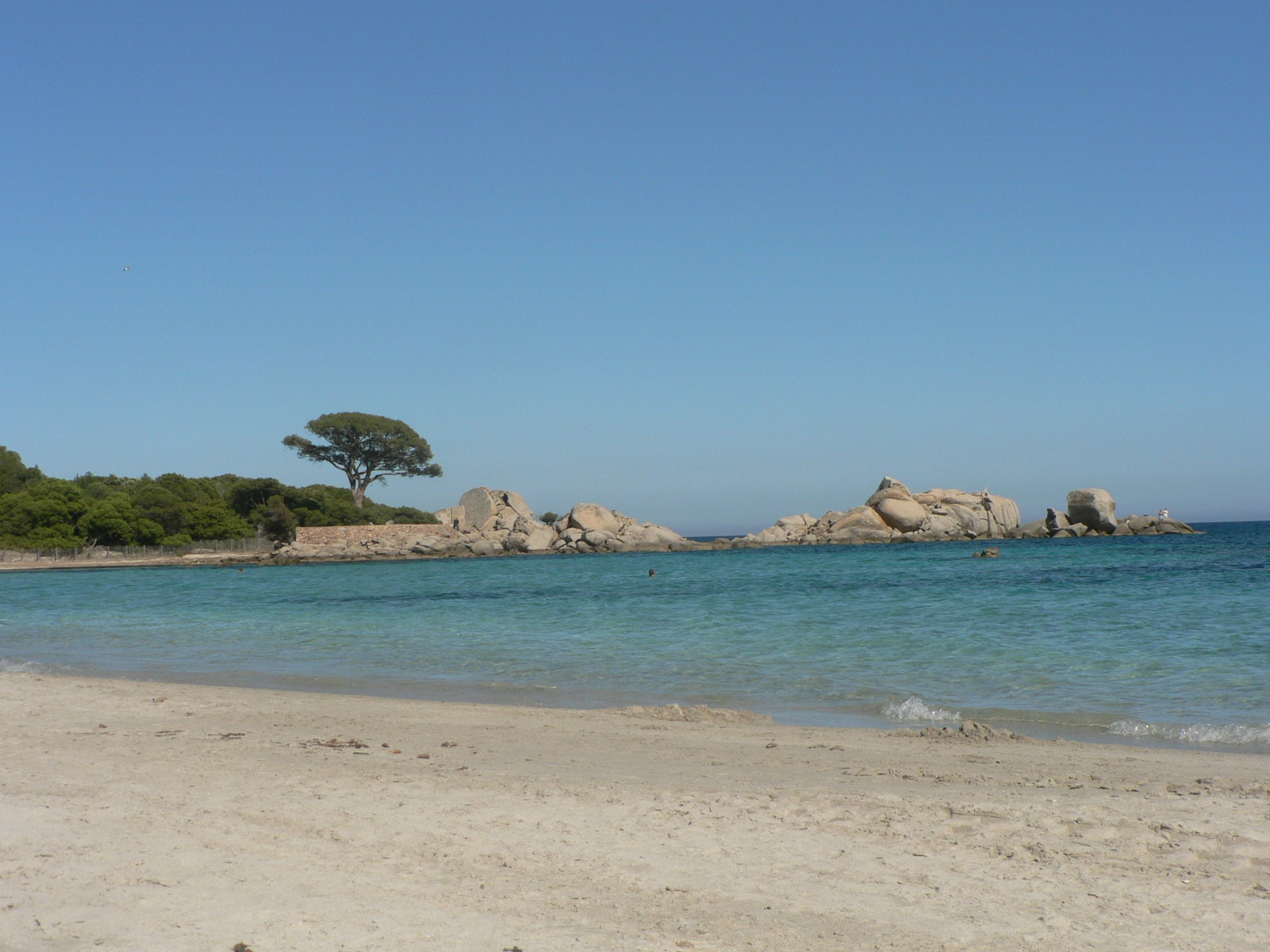